# Dominik Chmielewski
Dominik Chmielewski (ur. 1 lutego 1973 w Bydgoszczy) – polski duchowny rzymskokatolicki, salezjanin, rekolekcjonista, posiadacz trzeciego stopnia mistrzowskiego dan w karate, były moderator ruchu Wojownicy Maryi.

## Życiorys
Przez wiele lat trenował karate oraz praktykował medytacje zen. W 1994 został dyrektorem do spraw szkolenia w Polskim Związku Sztuk Walki w Bydgoszczy. Po latach stwierdził: „karate w formie, którą trenowałem, nie da się pogodzić z chrześcijaństwem”. Równocześnie studiował teologię i filozofię. Tematem jego pracy licencjackiej był temat możliwości synkretyzmu filozofii Dalekiego Wschodu z chrześcijaństwem. Pochodząc z bardzo religijnej rodziny, angażował się równocześnie w życie Kościoła.
W 1995 podczas pielgrzymki do Medziugorie, miejsca znanego z domniemanych objawień maryjnych, doznał przeżycia duchownego, w którego wyniku podjął decyzję o wstąpieniu do zakonu. W 1997 wstąpił do Towarzystwa św. Franciszka Salezego (salezjanie). W 2005 został wyświęcony na kapłana.
Przez pewien czas pełnił funkcję duszpasterza akademickiego w Warszawie. Obecnie przebywa w klasztorze salezjańskim w Lądzie.
Do 2023 pełnił funkcję moderatora Wojowników Maryi, według oświadczenia władz organizacji zmiana związana jest z przydzieleniem księdzu zadań, dotyczących przekształcenia kompleksu klasztornego w Lądzie nad Wartą w ośrodek rekolekcyjny. Wciąż jednak udziela się w aktywnościach ruchu.
Jest autorem licznych książek i publikacji, w których podejmuje kluczowe tematy związane z wiarą. Na antenie telewizji EWTN Polska prowadzi program TotusTuus. Jego konferencje są dostępne również na kanale YouTube „Kecharitomene”. Część jego twierdzeń jest uznana przez niektórych polskich filozofów i teologów (Przemysław Sawa, Tomasz Terlikowski, Sebastian Wiśniewski) za niezgodne z doktryną katolicką.